# Sertularia pusilla
Sertularia pusilla är en nässeldjursart som beskrevs av V.S. Bale 1915. Sertularia pusilla ingår i släktet Sertularia och familjen Sertulariidae. Inga underarter finns listade i Catalogue of Life.